# Schola Cantorum
La Schola Cantorum je zasebna glasbena šola v Parizu. Leta 1894 so jo ustanovili Charles Bordes, Alexandre Guilmant in Vincent d'Indy kot alternativo Pariškega glasbenaga konservatorija. Med najbolj znanimi študenti so: Guillermo Uribe, Seth Bingham, Alexander Steinert, Joaquin Nin, Joaquin Nin-Culmell in Erik Satie.